# 新開陽一
新開 陽一（しんかい よういち、1931年10月3日 - ）は、日本の経済学者。大阪大学名誉教授。日本学士院会員。専門はマクロ経済学と国際経済学。経済学博士（大阪大学、1960年）。大阪府堺市出身。

## 略歴
- 1951年3月：大阪府立三国丘高等学校卒業
- 1955年3月：大阪大学経済学部卒業
- 1960年3月：大阪大学大学院経済学研究科経済政策専攻博士課程修了　「資本蓄積、外国貿易および完全雇用 」
- 1960年4月：大阪大学経済学部助手
- 1961年4月：大阪大学経済学部講師
- 1961年9月：ペンシルベニア大学経済学部客員研究員（1963年8月まで）
- 1965年4月：大阪大学経済学部助教授
- 1972年4月：大阪大学社会経済研究所教授
- 1976年5月：大阪大学社会経済研究所所長（1978年4月まで）
- 1984年4月：大阪大学経済学部教授
- 1985年7月：大阪大学経済学部長（1987年7月まで））[1]
- 1995年：大阪国際大学教授

## 学外における役職
- 物価安定政策会議委員（1972年 - 1974年）
- 日本銀行金融研究所顧問（1985年 - 1990年）
- 理論・計量経済学会会長（第20代、在任期間：1988年4月1日 - 1989年3月31日）
- 日本学士院会員（2008年12月12日 - ）

## 受章歴・叙勲歴
- 松永賞（1974年）
- 文化功労者（2004年）
- 瑞宝重光章（2005年）[2]

## 著書
- 『日本経済のマクロ分析』（大阪大学出版会、1995年）
- 『通論国際経済』（岩波書店、1991年）
- 『現代マクロ経済学の解明』（東洋経済新報社、1982年）
- 『経済変動の理論』（岩波書店、1967年）